# Nipponia nippon
L'ibis giapponese (Nipponia nippon (Temminck, 1835)) è una grossa specie di uccello minacciata di estinzione, appartenente alla famiglia dei Treschiornitidi (Threskiornithidae), diffusa in tre province della Cina e sull'isola di Sado in Giappone.
Un tempo molto comune nell'Asia orientale, era possibile osservarla dall'Estremo Oriente della Russia fino a Taiwan, oltre che in Corea. Vive in ambienti forestali situati in prossimità di corsi d'acqua o bacini artificiali, specialmente dove crescono pini di Masson, querce e ippocastani. Si nutre di invertebrati (lombrichi, ortotteri, granchi, crostacei e bivalvi), di piccoli pesci e di altri vertebrati, comprese le rane.
Il periodo riproduttivo va da febbraio a giugno. Il nido è costituito da una piattaforma di ramoscelli del diametro di 50-70 cm. In genere vengono deposte tre uova, che entrambi i genitori covano per 26-31 giorni. Queste si schiudono in modo asincrono, poiché ciascun uovo viene deposto a intervalli di uno-giorni. Trascorsi al massimo 45 giorni, i giovani sono già completamente ricoperti di piume e all'età di cinque mesi raggiungono le dimensioni degli esemplari adulti. Diventano sessualmente maturi intorno ai due-tre anni (più raramente a un anno).

## Tassonomia
La specie fu descritta per la prima volta da Coenraad Jacob Temminck con il nome Ibis nippon. La descrizione apparve nel quinto volume del Nouveau recueil de planches coloriées d'oiseaux, pubblicato nel 1838, ma in realtà risale al 1835. A Temminck venivano recapitate periodicamente delle tavole a colori raffiguranti determinate specie di uccelli, suddivise in spedizioni (livraisons): quella in cui compare l'ibis giapponese (la n. 93) fu consegnata il 31 dicembre 1835. L'uccello è raffigurato nella tavola n. 551, in basso a sinistra della quale figura il nome dell'illustratore: Prêtre. L'olotipo proveniva dal Giappone e apparteneva alla vasta collezione di Philipp Franz Balthasar von Siebold. Temminck afferma che l'esemplare descritto fosse stato donato a un museo dei Paesi Bassi, senza però specificare quale.
Il Museo di storia naturale di Leida conserva tre sintipi di ibis giapponese, tutti provenienti dalla collezione di Siebold; due di essi sono crani (l'elenco dei campioni conservati nel museo ne elenca tre, ma uno non è stato più rinvenuto da ricercatori successivi). Secondo gli autori di un articolo pubblicato nel 2001 su Zool. Verhand. Leiden, l'altro sintipo, un esemplare impagliato numerato 87102, andrebbe considerato l'olotipo. Sebbene quest'ultimo sia etichettato come Ibis temmincki, tale denominazione è un nomen novum superfluo di Nipponia nippon. L'esemplare in questione è un maschio adulto, proprio come quello illustrato nella tavola a colori allegata alla descrizione di Temminck.
Il Comitato ornitologico internazionale (IOC) colloca la specie nel genere monotipico Nipponia, introdotto originariamente da Ludwig Reichenbach in Avium systema naturale, dove la specie compare con il nome Nipponia temminckii. Sotto questa denominazione, Reichenbach annotò Ic. Av. t. 141 ic. 538 t. 149 e ic. 2569: si tratta dei riferimenti alle tavole a colori della sua opera (Ic. Av. sta per Iconographie der Arten der Vögel aller Welttheile). La tavola 141, datata 3 giugno 1846, raffigura cinque ibis; uno di essi, contrassegnato dal numero 538, sembra essere la copia dell'esemplare descritto da Temminck. La seconda tavola, la 149 (recante la stessa data), raffigura probabilmente un sintipo dell'uccello descritto come Nipponia temminckii, ma con piumaggio interamente bianco.
L'IOC non riconosce sottospecie. Nel libro Les Oiseaux de la Chine (1877) compariva la descrizione di un certo Ibis nippon var. sinensis, corredata da illustrazione; tuttavia, l'esemplare in questione si rivelò un individuo in livrea nuziale estiva.
Il nome del genere, Nipponia, si rifà all'epiteto specifico nippon, con cui Temminck indicò il Giappone in lingua giapponese. Nella descrizione originale, lo zoologo segnalò che in Giappone l'uccello è noto come toki (トキ), denominazione ancora in uso.

### Genetica
Il cariotipo dell'ibis giapponese consta di 10 paia di macrocromosomi (compresi i cromosomi sessuali) e 24 paia di microcromosomi, per un totale di 2n = 68. Il cromosoma sessuale Z è metacentrico, mentre il cromosoma W è quasi telocentrico e misura circa la metà del cromosoma Z. (Negli uccelli i cromosomi sessuali sono designati come Z e W). A causa della ridotta popolazione attuale – come accade in altre specie vicine all'estinzione – l'ibis giapponese mostra una bassa diversità genetica, avendo subito ciò che i genetisti definiscono effetto «collo di bottiglia».
Il DNA mitocondriale degli esemplari cinesi e giapponesi differisce solo per 11 coppie di basi sulle 16793 presenti nell'mtDNA. In 36 esemplari della provincia cinese dello Shaanxi, analizzati per questo scopo, sono stati identificati due aplotipi: la diversità aplotipica era pari a 0,386 ± 0,07% e la diversità nucleotidica a 0,069 ± 0,013%.

## Descrizione

### Aspetto

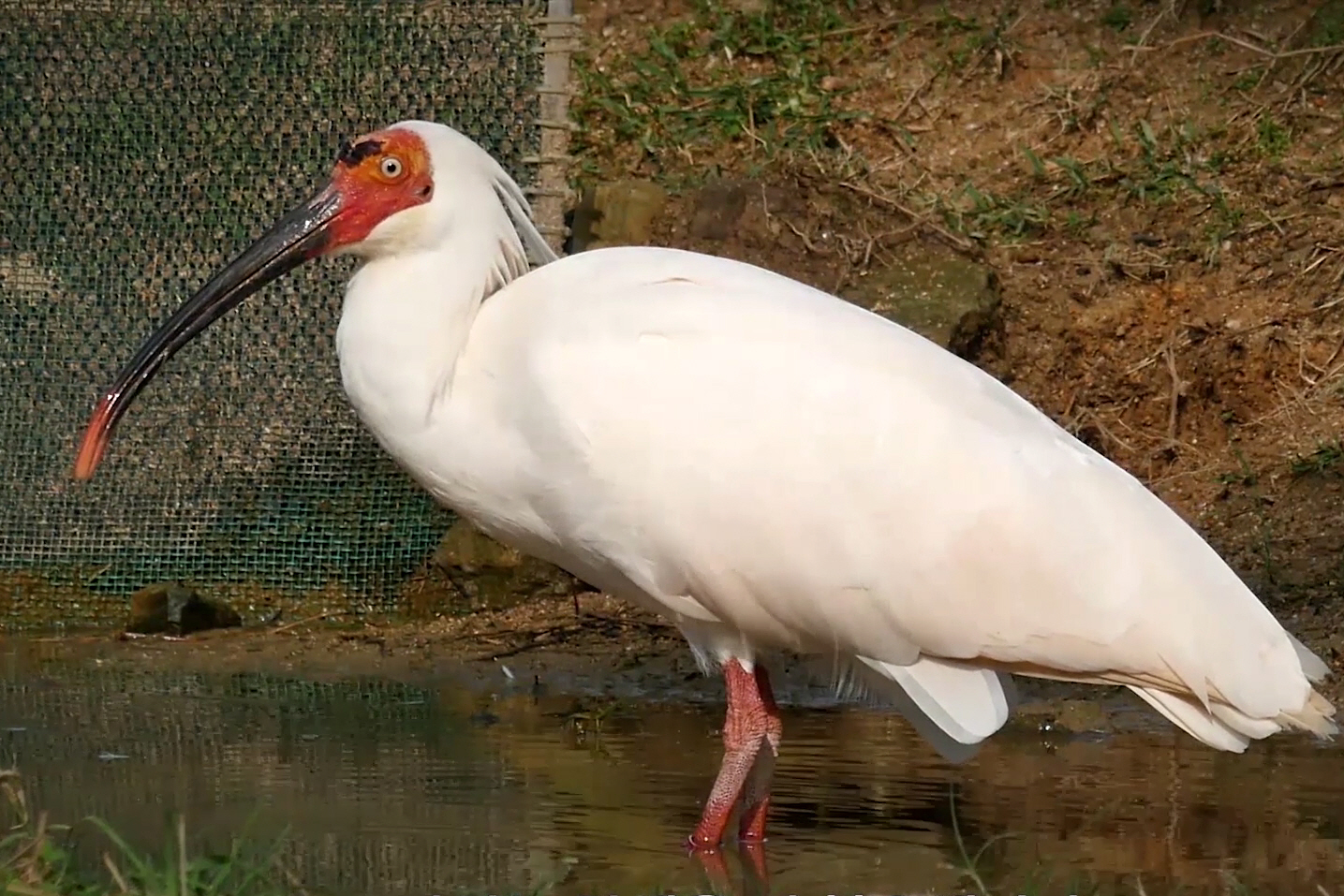
Esemplare in cattività nella Corea del Sud.

La lunghezza del corpo varia tra 55 e 84 cm. Ernst Hartert ha fornito questa serie di misurazioni dettagliate: lunghezza dell'ala nelle femmine 375-395 mm, nei maschi 400-420 mm; lunghezza della coda 150-175 mm; lunghezza del becco tra 156 mm (femmina) e 187 mm (nel maschio); lunghezza del tarsometatarso 76-83 mm. Il peso è di 1775,9 ± 120,1 g (media ottenuta da 49 esemplari). Queste dimensioni ne fanno un ibis di taglia media. In volo si notano chiaramente le lunghe ali e la coda dall'estremità arrotondata; inoltre, le zampe non sporgono oltre la coda e il collo è tenuto disteso.
La pelle sulla parte anteriore e i lati della testa è priva di piume e di colore rosso. Il becco, lungo e ricurvo, è nero con la punta rossa. L'iride è rossa, è intorno all'occhio è presente un anello di colore giallo. Le zampe sono rosse. Al di fuori della stagione riproduttiva, il piumaggio è pressoché interamente bianco. Soltanto le penne della cresta mostrano una leggera sfumatura rosa, così come dorso, ali e timoniere, che possono risultare leggermente rosati. Alcuni esemplari museali provenienti dal Giappone presentano invece sfumature arancioni. In certi casi, le tonalità del piumaggio sono descritte come «arancio-cannella» e possono interessare anche le timoniere.
Nella livrea nuziale, il piumaggio di dorso, testa e collo appare grigio. A gennaio e febbraio, gola e collo iniziano a secernere una sostanza che va dal grigio al nero, che l'uccello spalma su tutto il corpo partendo da testa e collo (compresa la parte superiore del petto) per poi proseguire sul dorso. Le piume responsabili di produrre questo liquido simile al catrame iniziano a svilupparsi in novembre. Non conosciamo la composizione chimica di tale sostanza, ma sappiamo che include un pigmento nero disciolto in un liquido insolubile in acqua, concentrato soprattutto nel rachide e nelle barbe delle piume. Con la muta successiva alla stagione riproduttiva, gli uccelli riacquistano il loro piumaggio bianco. I giovani presentano la pelle nuda del volto di colore giallo-arancio, con guance coperte da lanugine, un piumaggio grigiastro con qua e là sfumature rosa, remiganti di in nero-brunastro e zampe e piedi marrone chiaro. Anche l'iride è più chiara, di tono bruno-giallastro.

### Voce
Gli autori di Handbook of the Birds of the World (HBW) osservano che i dati sulle vocalizzazioni di questa specie sono piuttosto scarsi; tuttavia, diversi studiosi ne hanno fornito una descrizione. Arthur Sowerby sostiene che gli ibis giapponesi siano più rumorosi dei corvi ed emettano forti grida o sibili. Secondo Campbell, producono richiami con una voce potente, profonda e squillante, emessa in rapida successione. Hancock e Kuslan offrono un quadro ancor più dettagliato: a loro dire N. nippon vocalizza raramente, emettendo un «gak» prima e durante il volo. Inoltre, si può udire un «gak-gak-gak» quando l'uccello si sente minacciato, mentre una sorta di ringhio è prodotta nelle schermaglie fra individui conspecifici.

## Distribuzione e habitat

### Distribuzione storica
In passato l'ibis giapponese era diffuso in gran parte dell'Asia orientale. Ancora agli inizi del XX secolo nidificava persino sugli alberi di città e villaggi ed era facile avvistarlo presso zone umide e bacini idrici. In Russia era presente nel territorio del Litorale, nell'oblast' dell'Amur e nel territorio di Chabarovsk. Nel complesso, il suo areale storico in questo Paese comprendeva le valli dei fiumi Ussuri e Amur.
N. nippon era comune anche nella Cina settentrionale e orientale. Agli inizi del XX secolo, Ernst Hartert osservò che l'uccello abitava la provincia dello Shaanxi, le basse montagne vicino a Ningbo, la provincia del Gansu, i monti Qin Ling, Pechino e l'allora concessione tedesca di Jiaozhou. La segnalazione più occidentale viene da Lintao, nel Gansu. Nel Paese, la specie era inoltre presente nelle province di Shaanxi, Shanxi ed Hebei (1), nel Liaoning e nel Jilin (1), e nel sud in Shandong (1), Anhui, Shanghai, Zhejiang e Fujian (l'indicazione «1» si riferisce ad avvistamenti di singoli individui).
Sulla base di descrizioni e raffigurazioni dell'epoca, pare che nel periodo Edo (inizi del XVII secolo - fine del XIX secolo) l'ibis fosse molto comune in Giappone. Nel 1735 venne eseguita una ricerca sulla distribuzione di animali e piante nel Paese. Molti rapporti sono andati perduti, ma i documenti superstiti mostrano che l'areale dell'ibis comprendeva la penisola di Oshima (nella parte sud-occidentale di Hokkaidō), il nord e l'ovest dell'Honshū, le zone attorno a Tokyo e la costa del mar del Giappone. Dopo il 1735 le segnalazioni aumentarono, poiché i proprietari terrieri introdussero la specie anche altrove. Nel XIX secolo, quindi, l'ibis era presente anche nella prefettura di Tokushima (isola di Shikoku), a Wakayama nella penisola di Kii e nella prefettura di Fukuoka (Kyūshū). Alla fine del XIX secolo era presente in gran parte del Giappone, escluso l'arcipelago delle Ryūkyū.
In inverno, gli uccelli migravano verso la penisola coreana e Taiwan.

### Distribuzione attuale
Secondo BirdLife International (2023), l'areale attuale dell'ibis giapponese è di soli 2300 km² (esclusi i luoghi di reintroduzione). Questo habitat residuo si trova nella parte orientale della provincia di Shaanxi, sui monti Qin Ling, nella contea di Yang. La popolazione ivi presente (vedi sezione «Conservazione») vive sulle pendici meridionali dei monti, a un'altitudine di 1200-1400 m s.l.m., in un ambiente relativamente intatto. Nel censimento ornitologico dell'ottobre 2012, l'ibis giapponese è stato rilevato in 10 distretti; il 97% degli individui si trovava nella contea di Yang. In base a dati raccolti nel 1999, le aree di riproduzione di N. nippon si situato fra 470 e 1300 m di quota.
Nel maggio 2007, la specie è stata introdotta nella contea di Ningshan e, nell'ottobre 2013, nella provincia dell'Henan. Nel 2008 l'ibis è stato reintrodotto anche a Sado, in Giappone. Sia la popolazione di Sado sia quella dello Shaanxi conducono vita stanziale.

## Biologia
In origine l'ibis giapponese nidificava in pianura; l'altitudine media dei siti di riproduzione era di 250 m s.l.m. Negli anni '70, gli ibis si spinsero verso zone più elevate e inaccessibili della Cina, per poi tornare ad altitudini inferiori un decennio dopo. Questo uccello predilige le paludi, ma vive anche presso fiumi, torrenti, bacini idrici, risaie e altri terreni agricoli, purché vi siano alberi o aree forestali nei dintorni. Nei pressi del lago Chanka, gli ibis costruivano i nidi su alberi che crescevano sulle piccole isole sparse nelle zone umide circostanti. In Giappone, la specie abitava basse colline boscose, con stagni, paludi e campi coltivati, nidificando su pini e ippocastani. Gli ibis sfruttano gli alberi anche come posatoi di riposo.
Un'indagine svolta nel 1999 su una popolazione della Cina centrale ha evidenziato che gli esemplari di N. nippon prediligono le foreste con pini di Masson (Pinus massoniana), querce e betulle, mentre si stabiliscono raramente in foreste miste e quasi mai in foreste a prevalenza di Cupressus funebris o pino cinese (Pinus tabuliformis). Sull'isola di Sado, in Giappone, l'habitat degli ibis è costituito da boschi di Quercus serrata e cedro giapponese (Cryptomeria japonica). Secondo i dati raccolti nel febbraio 2014, dopo la reintroduzione sull'isola, gli ibis si trattengono in risaie, comprese quelle irrigate. Nell'areale della popolazione cinese, la temperatura media annua è di 14,5 °C (range: -10,6-39,2 °C) e il livello di precipitazioni varia fra 533 e 1100 mm l'anno (dati 1968-1998).

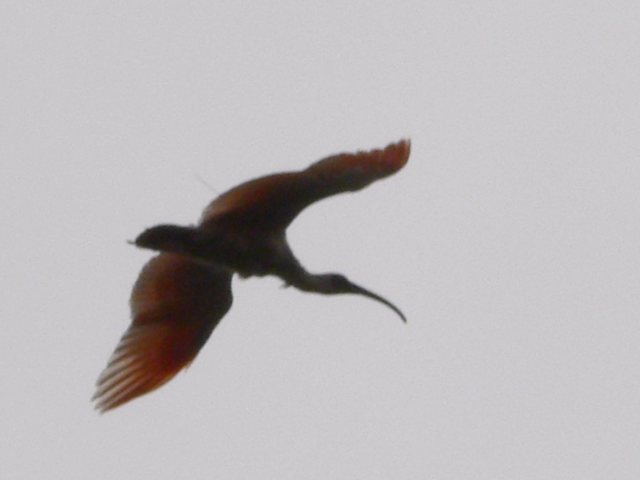
Sagoma di ibis giapponese in volo.

In inverno, gli ibis preferiscono come aree di alimentazione i campi e le rive di fiumi e laghi. Al di fuori della stagione riproduttiva, cercano cibo in gruppo. È ipotizzabile che il basso livello delle acque rivesta un ruolo cruciale durante la riproduzione, poiché se questo salisse, le risorse alimentari diminuirebbero. In inverno i giovani si disperdono nelle zone circostanti, alla ricerca di aree umide dove nutrirsi in solitaria. Se minacciato, l'ibis giapponese assume una posizione eretta. Gli esemplari giapponesi vengono descritti come particolarmente docili, specie quando sono giovani.

### Alimentazione
L'ibis giapponese ingerisce circa 150-200 g di cibo al giorno. La sua dieta comprende granchi, rane, tritoni, lumache fluviali e altri molluschi, nonché coleotteri (tra cui ditischi, idrofilidi, Chrysolina aurichalcea, crisomelidi) le loro larve, ortotteri e lombrichi. L'uccello cattura anche pesci di piccole dimensioni (Misgurnus sp., Carassius sp., Silurus sp., pesci gatto, Cyprinus sp. e anguille). Tra gli anfibi figurano: Dryophytes japonicus, Rhacophorus arboreus, Rana rugosa, R. ornativentris, R. sususra, Lithobates catesbeianus e Cynops pyrrhogaster. In alcuni casi sono stati osservati anche bivalvi (cozze) e crostacei (Procambarus clarkii, ad esempio).
L'analisi degli escrementi degli esemplari dell'isola di Sado, raccolti fra il 1949 e il 1960, ha mostrato che gran parte della dieta era costituita da insetti e granchi d'acqua dolce, probabilmente assieme ad anfibi, poiché erano presenti ossa e frammenti di esoscheletro. Dopo il 1955 la percentuale di insetti è calata, presumibilmente a causa del crescente uso di fertilizzanti chimici e pesticidi, che ha ridotto la popolazione di insetti. L'analisi dello stomaco di alcuni esemplari giapponesi ha rivelato resti di carpa, pesce gatto e altri pesci, anfibi caudati, rane, granchi, gamberi della Louisiana (Pacifastacus leniusculus) introdotti, sanguisughe, lumache d'acqua dolce, piccoli crostacei, grillitalpa, altri insetti (comprese formiche), materiale vegetale e pietre.

### Riproduzione
Nonostante si tratti di un uccello ben noto, abbiamo poche informazioni documentate sui suoi processi riproduttivi: sono infatti relativamente scarsi gli articoli in lingue europee. Un'indagine pubblicata nel 2000 sulla biologia riproduttiva dell'ibis giapponese cita i dati raccolti da K. Yasuda: su 639 studi analizzati, solo 72 erano in inglese, 14 in francese, 12 in tedesco, 2 in russo e uno rispettivamente in spagnolo e latino. A partire dal 2000, la maggior parte delle pubblicazioni relative a N. nippon (comportamento riproduttivo incluso) è stata redatta in giapponese.
Quando l'ibis era ancora comune in Giappone, giungeva nei siti di nidificazione a gennaio, mentre gli esemplari cinesi vi facevano ritorno in ottobre. In passato, gli esemplari del Giappone e delle pianure della Cina centrale nidificavano in colonie; attualmente, gli ibis dell'unica popolazione originaria rimasta in Cina centrale nidificano in modo isolato. Nella contea di Yang (Shaanxi), si riproducono tra febbraio e giugno, ovvero prima del periodo registrato in passato: dati del 1963 indicano che la deposizione avveniva in maggio.
N. nippon forma coppie monogame e la scelta del partner avviene al di fuori della stagione riproduttiva. Fra i comportamenti di legame si osserva la pulizia reciproca del piumaggio (allopreening): un uccello «chiede» al partner di essere pulito pizzicandogli il becco con il proprio, poi abbassa la testa affinché l'altro possa occuparsene; se l'altro rifiuta, scuote la testa. Inoltre, uno dei due (il testo originale non specifica il sesso) può offrire un ramoscello per favorire la formazione della coppia; in seguito, questa stessa azione consolida il legame. La presentazione di un ramoscello – potenziale materiale per il nido – talvolta è seguita da una pseudocopulazione: il maschio sale sul dorso della femmina scuotendo la coda, ma senza alcun vero accoppiamento. Durante il corteggiamento, gli ibis giapponesi spesso si toccano o si puliscono a vicenda con il becco; le pseudocopulazioni possono ripetersi più volte al giorno. Gli uccelli allo stato selvatico appaiono territoriali, mentre un tempo – prima che l'areale si riducesse – non lo erano. Normalmente, una coppia occupa un tratto di fiume esteso su 1-2 km².
La costruzione del nido è compiuta da entrambi i partner, suddividendo i compiti: il maschio raccoglie i rami per l'esterno, la femmina cerca materiale per rivestire l'interno. La realizzazione del nido spesso prosegue anche dopo l'inizio dell'incubazione, e richiede mediamente 17,5 giorni (± 2,6; dati su 21 coppie di Ningshan). I nidi delle diverse coppie distano 1-10 km l'uno dall'altro e in genere si trovano sull'albero più grande dei dintorni. Al di sopra dei 1000 m s.l.m. nello Shaanxi, questi requisiti sono soddisfatti da querce di oltre 100 anni (Quercus variabilis); al di sotto dei 700-900 m s.l.m. da pini di Masson di 20-30 anni. I nidi sulle querce si trovano di solito a 18-25 m dal suolo; sui pini, più bassi, a 6-12 m. Dei 230 nidi esaminati fra il 1981 e il 2004, 175 erano su Pinus massoniana, 29 su Quercus variabilis, 19 su Ulmus pumila, 5 su Pinus tabuliformis e uno ciascuno su Populus tomentosa e Platycarya strobilacea. Il nido, costruito con rami, misura in genere 50-70 cm di diametro per un'altezza di circa 39 ± 18 cm. L'interno è imbottito di materiale soffice, come muschio e foglie.
La deposizione delle uova è stata registrata tra il 14 marzo e l'8 aprile. La femmina depone da 1 a 6 uova, ma in media 3. Durante lo studio ventiquattrennale di cui si dispone, solo nel 1981, 1988, 1992 e 1997 la covata modale era di 4 uova. Le 271 covate esaminate (per un totale di 770 uova) sono così ripartite:
| 1    | 2     | 3     | 4     | 5    |
| ---- | ----- | ----- | ----- | ---- |
| 3,0% | 28,4% | 51,7% | 15,5% | 1,4% |

I dati si riferiscono a 271 covate per un totale di 770 uova (1981-2004). Di seguito viene indicato il numero di covate sulla base del numero di uova deposte:
1 – 8 covate; 2 – 77 covate; 3 – 140 covate; 4 – 42 covate; 5 – 4 covate.
Lo studio riguarda gli esemplari selvatici di Yangxian (Shaanxi).
La tabella successiva riporta invece il numero di uova deposte in cattività (325 uova in 91 covate dal 1995 al 2000):
| 1  | 2  | 3   | 4   | 5  | 6  |
| -- | -- | --- | --- | -- | -- |
| 3% | 3% | 39% | 43% | 9% | 3% |

I dati si riferiscono agli esemplari dello Shaanxi Crested Ibis Feeding and Breeding Center.
Le uova misurano mediamente 63-68 mm di lunghezza e 31,5-40,5 mm di larghezza, con un peso di 65-75 g. Il guscio è grigio-bluastro e punteggiato di macchie marroni. La femmina depone le uova a intervalli di 1 giorno, talvolta 2-3 ; il valore esatto degli intervalli varia a seconda delle fonti (BirdLife International parla di solito di 2 giorni, mentre studi del 1996-2000 indicano 36-48 ore). Secondo osservazioni in cattività, il 67% delle femmine si accoppia fra le 6:00 e le 8:00, il 28% fra le 17:00 e le 19:00 e il 5% fra le 9:00 e le 11:00. Durante 5 stagioni riproduttive (1981-82, 1985, 1988, 1991), la percentuale di uova non fecondate ha oscillato tra il 10 e il 42,9%.
Entrambi i genitori covano le uova, con un periodo d'incubazione di 26-31 giorni. In cattività, la femmina cova perlopiù di notte. Studi condotti a Ningshan (pubblicati nel dicembre 2014) non evidenziano differenze significative fra il tempo di cova del maschio (450,6 ± 75,4 minuti, n=8) e quello della femmina (460,5 ± 54,5 minuti, n=9). Entrambi i sessi sviluppano una placca incubatrice. Quando l'uccello lascia il nido, copre le uova con materiale vegetale. In media, si schiude l'80,2% delle uova. La schiusa avviene in modo asincrono e di frequente i pulcini nati per ultimi non sono abbastanza vigorosi da competere con i fratelli maggiori. Alla schiusa, i pulcini sono rivestiti da un piumino grigio chiaro, hanno la testa glabra e zampe rosso-arancio, con un peso di 44,8-67,3 g (n=96). Nei primi 10 giorni crescono poco, poi aumentano di 20-50 g al giorno. Maschio e femmina si occupano insieme della prole; i piccoli prendono il cibo rigurgitato direttamente dalla gola dei genitori, come tipico degli ibis. In alcune coppie studiate, il maschio ha dedicato più tempo alle cure parentali, in altre meno, mentre in altre ancora non si rilevavano differenze evidenti. La copertura di piume è completa dopo 40-45 giorni. All'età di 5 mesi, i giovani raggiungono la taglia degli adulti; circa 70 giorni dopo l'involo, effettuano la muta dal piumaggio giovanile a quello adulto, dalle sfumature bianche e rosa. In genere, gli ibis giapponesi iniziano a riprodursi a 2-3 anni di età, ma alcuni esemplari di 1 anno si sono rivelati in grado di riprodursi.
Speranza di vita
Una femmina denominata Kin, nata in natura in Giappone nel 1967 e catturata il 15 marzo 1968, è morta nell'ottobre 2003, all'età di 36 anni. Un individuo dell'isola di Sado è vissuto in cattività per 25 anni, 9 mesi e 16 giorni.

### Relazioni interspecifiche e malattie

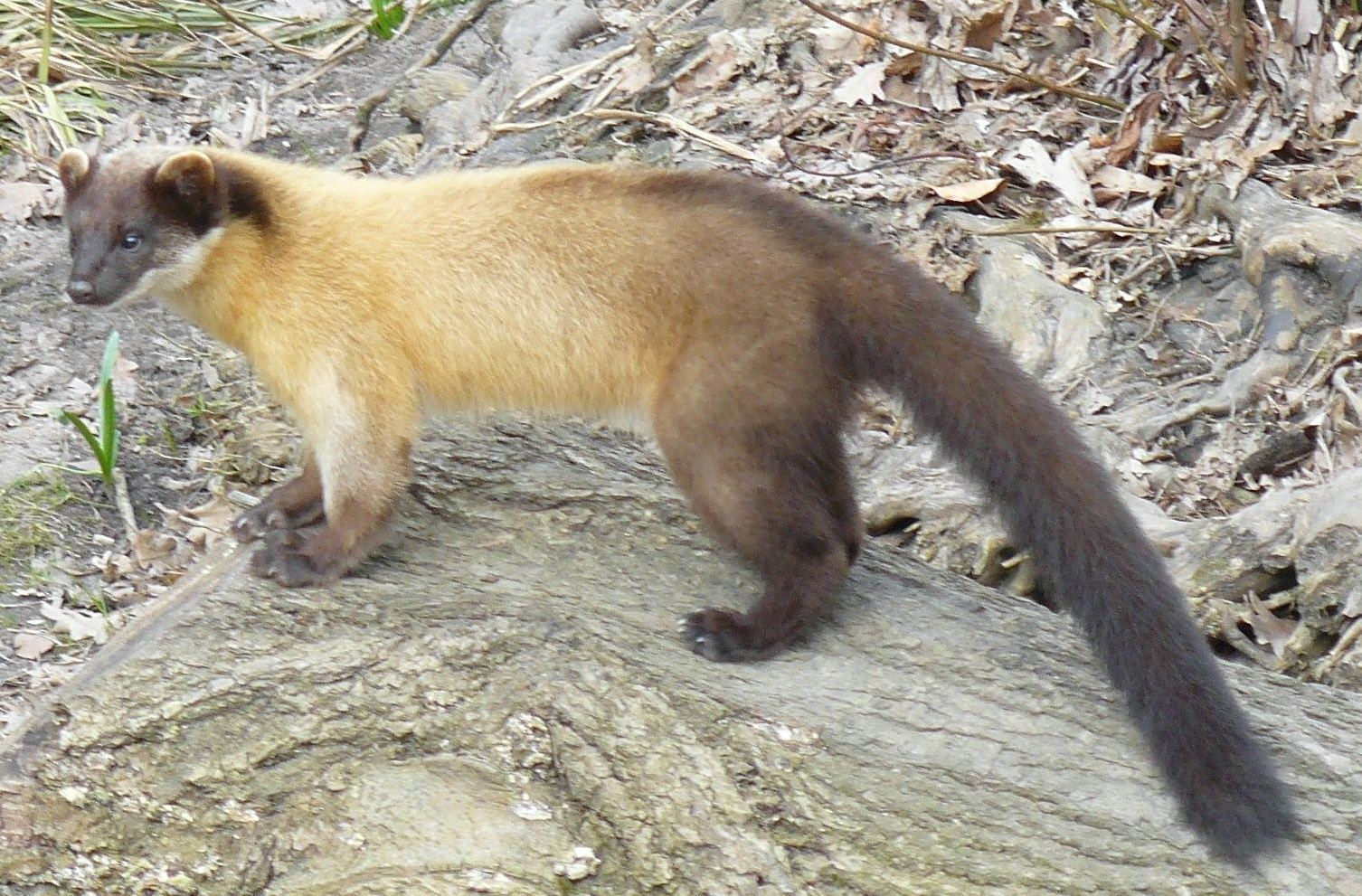
La martora dalla gola gialla può predare pulcini e giovani di ibis giapponese.

Sono stati osservati vari rapaci – nibbi, sparvieri del genere Accipiter e gheppi – «molestare» (il testo originale non specifica come) gli ibis giapponesi. I giovani e i nidiacei sono minacciati da predatori come il serpente Elaphe carinata, la donnola siberiana (Mustela sibirica) e la martora dalla gola gialla (Martes flavigula). A Sado, nel 2010, i corvidi (gen. Corvus) sono stati la principale causa di fallimento riproduttivo. In Cina, spesso il corvo dal collare (C. torquatus), la gazza eurasiatica (Pica pica) e la gazza azzurra beccorosso (Urocissa erythroryncha) nidificano sullo stesso albero o vicino al sito di riproduzione degli ibis, costituendo una potenziale minaccia per i giovani. Questi ultimi sono particolarmente vulnerabili nelle prime fasi di crescita, quando i loro richiami, le frequenti visite dei genitori e l'accumulo di feci sotto il nido attirano i predatori.
Tra i parassiti interni figurano trematodi (ad esempio Patagifer sp.) e nematodi (Capillaria sp.), mentre pidocchi (Phthiraptera) e acari colonizzano il piumaggio. Al di fuori del periodo riproduttivo, l'ibis giapponese condivide l'habitat con aironi, anatre, martin pescatori e fringillidi, mentre nella stagione di nidificazione coabita con corvidi, pigliamosche, pernici, piccioni, accipitridi e falchi.
Una delle femmine catturate per il programma di riproduzione ha sviluppato artrite. Sono state inoltre segnalate diarrea, dispepsia, polmonite, problemi dello sviluppo, patologie oculari non specificate e paralisi in giovani esemplari deceduti per varie cause.

## Conservazione

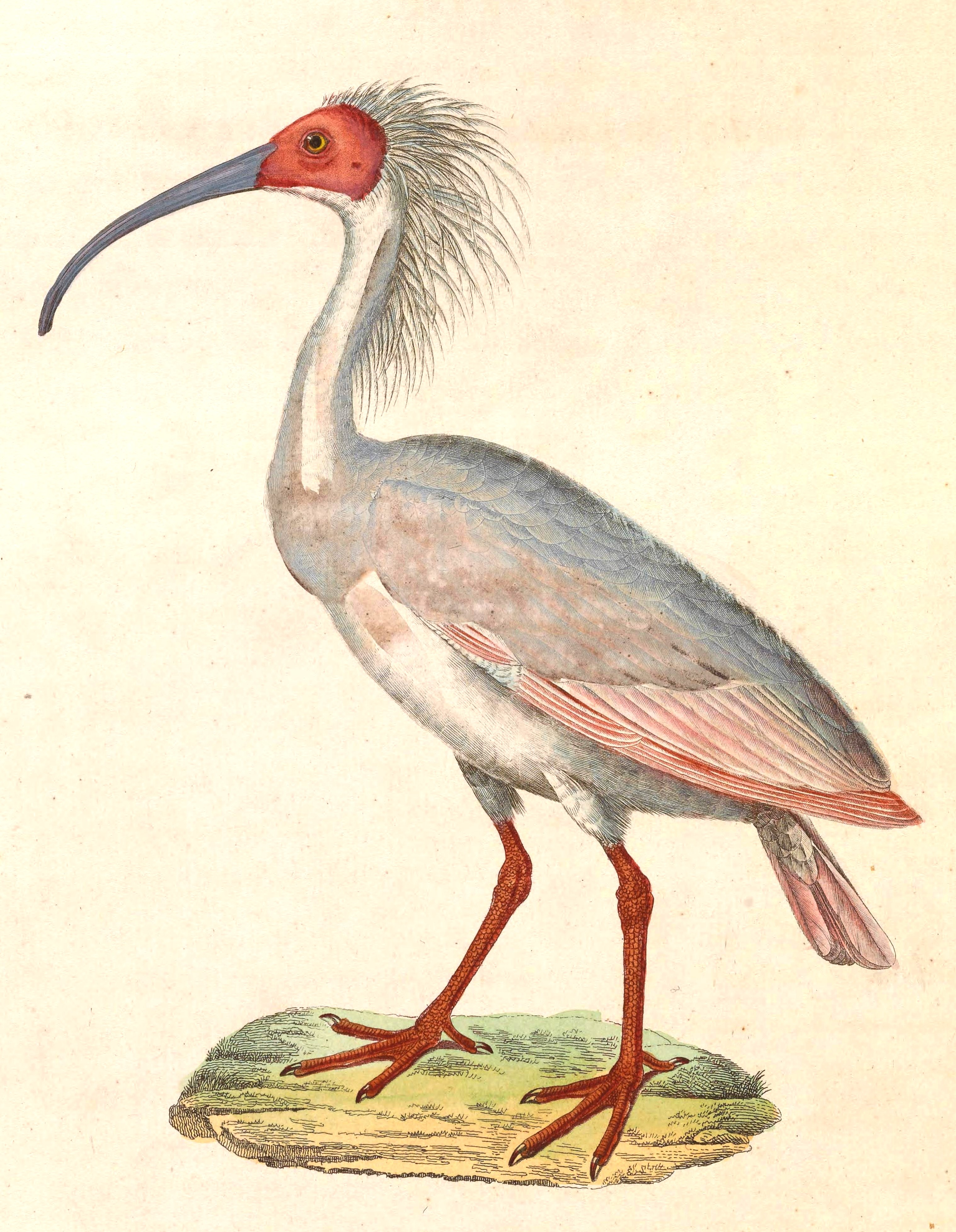
Illustrazione allegata alla prima descrizione della specie.

Attualmente la IUCN classifica l'ibis giapponese come «specie in pericolo» (EN, Endangered), categoria in cui rientra dal 2000; nel 1996 e nel 1994 era stato considerato «specie in pericolo critico» (CR, Critically Endangered). Nel 1988, quando lo stato di conservazione di una specie non era ancora definito in maniera così precisa, N. nippon venne inserito fra le «specie minacciata» (Threatened). La specie è inclusa nell'appendice I della CITES.
A causa della sua fiducia nei confronti dell'uomo, l'ibis giapponese era facile da catturare o uccidere, e ciò ne causò la scomparsa dalla maggior parte dell'areale originario; C. W. Campbell (1892) scrisse in proposito: «Sono uccelli stupidi e fiduciosi che diventano facili prede». Il declino della popolazione cominciò alla fine del XIX secolo e continuò fino alla metà del XX. Oltre alla caccia, la deforestazione e l'introduzione di sostanze chimiche nei terreni agricoli contribuirono alla riduzione della diversità delle prede. La distruzione dell'habitat durante la seconda guerra mondiale portò a una minore disponibilità di aree idonee alla nidificazione. Con il prosciugamento invernale delle risaie, sostituite da campi di grano, l'accesso al cibo si fece sempre più problematico, ragion per cui N. nippon andò diffondendosi soprattutto in zone montuose prive di moderni impianti di irrigazione. Dagli esami post-mortem è emerso che l'80% degli esemplari trovati morti aveva pochissimo cibo nello stomaco, e probabilmente la scarsità di risorse (specie in inverno) è stata un fattore importante di mortalità (dati del 1999). Alla fine del 1998, 52 ibis vivevano in cattività presso lo Yang Xian Protection and Rearing Centre, una struttura già allora sovraffollata.
La popolazione russa non è mai stata studiata in modo approfondito, e le cause della sua scomparsa restano poco chiare. Gli ultimi due avvistamenti in Russia risalgono agli anni '70. Nel 1983 venne segnalato un esemplare nei pressi della riserva naturale del Piccolo Khingan (Chinganskij zapovednik), ma si rivelò essere un ibis bianco orientale (Threskiornis melanocephalus) dal piumaggio grigio, erroneamente identificato come N. nippon. In Giappone, l'inizio del XX secolo vide un calo drastico del numero di esemplari, tanto da spingerli sull'orlo dell'estinzione. Nel 1981 i cinque uccelli superstiti sull'isola di Sado vennero catturati per avviare un programma di riproduzione in cattività; da allora non si sono più osservati ibis selvatici in Giappone. A Taiwan l'ultimo avvistamento risale al 1932, mentre in Corea del Nord si segnalarono dieci individui per l'ultima volta nel 1965; in Corea del Sud ne venne osservato uno nei pressi della zona demilitarizzata durante gli anni '70.
Nel 1978 venne avviata un'ampia ricerca di eventuali esemplari sopravvissuti, senza successo, e si temette l'estinzione in natura (sebbene alcuni individui fossero presenti in cattività). Dopo la cattura degli ultimi 5 esemplari giapponesi nel 1981, la specie venne dichiarata estinta in natura, ma nello stesso anno fu scoperta una piccola popolazione di N. nippon composta da quattro adulti e tre giovani sui monti Qin Ling. Secondo stime del 1996, basate su un'analisi di vitalità di popolazione (population viability analysis, PVA), con meno di 20 esemplari ancora in natura, la probabilità di estinzione entro 50 anni era del 98,5%.

### Misure di protezione
Prima dell'era Meiji, quando gli ibis giungevano fino alle periferie di Tokyo, la specie godeva di protezione in Giappone. Dopo la restaurazione Meiji (1868) e l'introduzione delle armi da fuoco, tuttavia, l'ibis giapponese – come altri grandi uccelli – iniziò a essere cacciato. Solo con l'introduzione di specifiche restrizioni sulla caccia, nel 1892, il declino rallentò, anche se la specie si fece comunque sempre più rara. In Cina, subito dopo la riscoperta del 1981, fu proibita la caccia alla contea di Yang.
In Russia sono state istituite riserve naturali in alcune località un tempo abitate dalla specie: la riserva del Chanka (Chankájskij zapovednik), attorno all'omonimo lago, e la riserva di Kedrovaja Pad' (Kedrovaja Pad' zapovednik). In Giappone, nell'ottobre 1930 fu creata una zona di divieto di caccia sul monte Bijo, seguita da un'altra sull'isola di Sado nel 1955. Nel 1966 venne aperto a Niibo, sull'isola di Sado, il Crested Ibis Conservation Centre. Sempre a Sado, su tutta la catena montuosa del Kosado orientale, fu istituita una National Wildlife Protection Area con l'obiettivo di tutelare N. nippon. In Cina, nella contea di Yang, è stata designata una riserva dedicata alla protezione degli ibis giapponesi; alcuni degli alberi utilizzati come siti di nidificazione furono piantati 20-30 anni fa, nell'ambito di un programma di rimboschimento dei monti Qin Ling. Durante la stagione riproduttiva, i nidi vengono sorvegliati fino alla muta dei pulcini e il tronco degli alberi su cui si trovano è spesso avvolto in fasce di plastica (tree-banding) per impedire l'accesso ai serpenti; sotto i nidi, invece, vengono collocate reti per recuperare e rimettere a posto i piccoli che cadono. In inverno, alcune risaie vengono irrigate artificialmente. Sull'isola di Sado, il personale della Crested Ibis Conservation and Observation Station frantuma il ghiaccio che si forma sui campi, così che gli ibis possano raggiungere il cibo anche in pieno inverno.
I primi tentativi di riproduzione in cattività, condotti nel 1967 allo zoo di Ueno (il più antico del Giappone), non diedero risultati; la specie si riprodusse con successo per la prima volta solo nel 1992, allo zoo di Pechino. Il gruppo iniziale di riproduttori comprendeva sei individui catturati in natura tra il 1981 e il 1988. Negli esemplari che non si riproducevano, furono rilevati nel sangue livelli anormali di ormoni (ormone follicolo-stimolante, luteinizzante, 17β-estradiolo e – in uno di essi – testosterone). Il personale decise allora di tentare una terapia ormonale. Tre delle sette femmine cui vennero somministrate gonadotropine iniziarono a deporre uova; nella stagione riproduttiva in esame, le uova furono 8, di cui solo 2 si schiusero, dando vita a 2 maschi. Sulla base dei risultati ottenuti in analoghi esperimenti condotti su un'altra specie di uccello (Eophona migratoria, si concluse che era possibile somministrare agli ibis anche gonadotropine di specie non strettamente imparentate.

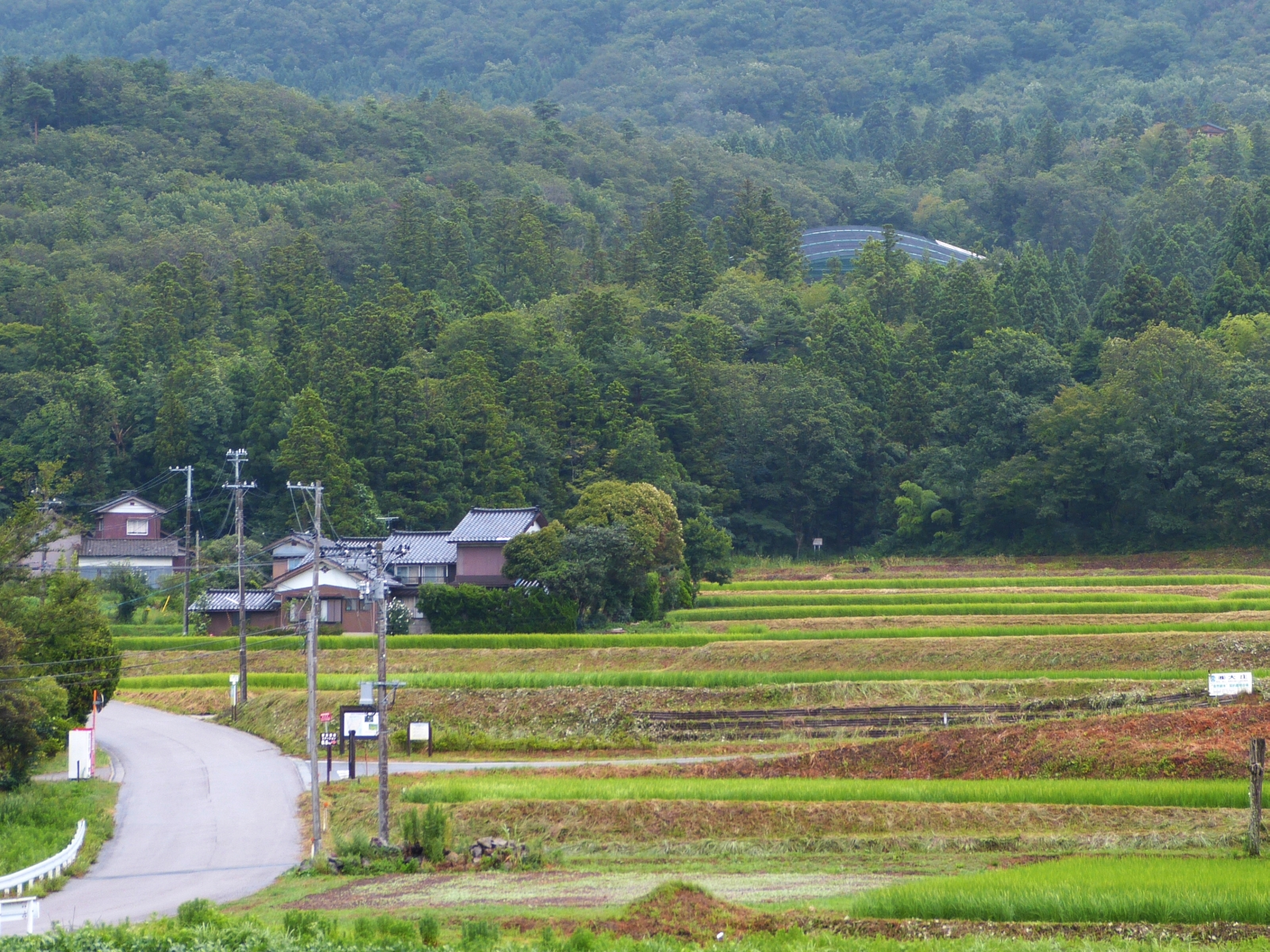
Il Sado Japanese Crested Ibis Conservation Center.

L'ultima covata in Giappone, prima della reintroduzione a Sado (2008), risaliva al 1973. Nel 2012 la specie è tornata a riprodursi in Giappone: la coppia, formata da un maschio di 3 anni e da una femmina di 2, proveniva entrambi dal Sado Japanese Crested Ibis Conservation Center. Già nel 2005, il Ministero dell'Ambiente giapponese aveva stabilito di reintrodurre la specie nella catena del Kosado orientale, nella parte sud-orientale di Sado. Nel 1998 (o 1999, secondo altre fonti) il Giappone aveva ricevuto dalla Cina una coppia di ibis destinata alla riproduzione in cattività, cui fecero seguito altri tre individui. Il progetto di reintroduzione in natura si attuò nel 2008, quando la colonia di Sado superò i 100 esemplari: 10 ibis vennero rilasciati, seguiti l'anno dopo da altri 19 cresciuti in cattività. Un articolo del gennaio 2011 riferiva che l'obiettivo iniziale del Ministero dell'Ambiente era mantenere una popolazione selvatica di circa 60 individui entro il 2015. Attualmente, a Sado vivono in natura circa 650 esemplari. In Cina, un tentativo di reintroduzione si svolto il 31 maggio 2007 a Ningshan, dove 26 individui (13 maschi e 13 femmine) sono stati liberati nel villaggio di Zhaigou (comune di Chengguan). Di questi, 12 sopravvissero all'inverno e 4 si riprodussero. Il 10 ottobre 2013 è stato programmato un rilascio nella riserva naturale nazionale di Dongzhai, nella provincia dell'Henan; anche questa reintroduzione ha avuto esito positivo.

### Stato della popolazione
Nel 1981 si conoscevano solo 7 esemplari selvatici; nel 1993 il totale era di 40 (di cui 2 in cattività in Giappone). Nel 2002 la popolazione in natura toccò i 140 individui, e già nel 2006 raggiunse circa 500. In Cina, nel dicembre 2009, quasi 760 ibis vivevano allo stato selvatico nelle contee di Yang e Ningshan (Shaanxi); inoltre, circa 530 esemplari risultavano allevati in cattività in sei diverse strutture cinesi. In Giappone, alla fine di dicembre 2013, 96 individui vivevano in natura (94 a Sado e 2 a Honshū), mentre il Sado Crested Ibis Conservation Center ne ospitava altri 187. A Changnyeong (Corea del Sud), nel 2009, furono trasferiti 4 esemplari provenienti dalla Cina.
Nell'ottobre 2012 gli esemplari selvatici erano 1090; attualmente superano le 5000 unità: nella sola contea di Yang se ne contano oltre 3000.
Tabella degli esemplari adulti selvatici noti dal 1981 al 1994:

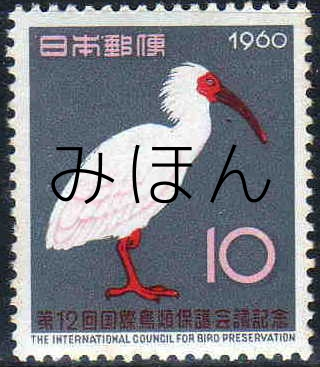
Francobollo emesso nel 1960 in occasione del 12º Congresso Internazionale per la Protezione degli Uccelli.

Secondo Takuya Nakajima, che ha partecipato per 2 anni e mezzo al progetto organizzato dalla Japan International Cooperation Agency in qualità di referente per la protezione degli uccelli, «gli abitanti della Cina non sembrano attribuire troppa importanza alla protezione di questa specie». Dal 2002 al 2008, i rappresentanti dell'Università di Dokkyo hanno svolto un sondaggio fra gli abitanti di tre villaggi nella regione dei monti Kosado a Sado, sede del progetto di reintroduzione. Alla domanda sui loro atteggiamenti nei confronti della reintroduzione, il 57% si è detto favorevole; la maggior parte di questi (65%) ha anche affermato di attribuire importanza alla tutela dell'ambiente. Il 27% si è definito neutrale (il 52% di costoro ha motivato la risposta con la scarsa conoscenza della specie e delle ragioni alla base della reintroduzione), mentre l'11% si è dichiarato contrario. Fra le motivazioni del dissenso rientravano:
- la necessità di ridurre l'impiego di fitofarmaci (46%);
- lo «spreco di denaro dei contribuenti» per la reintroduzione (40%);
- l'«impatto sulla vita quotidiana» degli abitanti (37%);
- l'assenza di benefici tangibili per la popolazione locale (16%);
- il «sovraffollamento turistico» conseguente alla reintroduzione (9%).

## Ruolo nella cultura popolare
In Giappone, l'ibis era molto apprezzato: i samurai utilizzavano le sue piume rosa per decorare le frecce e, con queste, venivano confezionati i piumini (habōki) per la cerimonia del tè. Esemplari di Nipponia nippon sono stati raffigurati su francobolli emessi da Cina (1984, 2000), Giappone (1999, 2009), Sierra Leone, Tanzania, Benin e Maldive. Nel 1984 venne istituito il Crested Ibis Workshop per discutere del futuro della specie; in tale occasione il governo cinese emise una serie di francobolli.

### Esplicative
1. ↑  Nel testo originale non era specificato di che tipo di sparviero (Accipiter) si trattasse.
2. ↑  Gli autori non hanno specificato che la tabella si riferisce solamente agli esemplari adulti, ma sappiamo per certo che nel 1981 vi erano in tutto 7 esemplari, giovani compresi.

### Bibliografiche
1. ↑  (EN) BirdLife International. 2018, Nipponia nippon, su IUCN Red List of Threatened Species, Versione 2020.2, IUCN, 2020.
2. ↑   E. C. Dickinson, Systematic notes on Asian birds. 9. The “Nouveau recueil de planches coloriées” of Temminck & Laugier (1820-1839), in Zool. Verh. Leiden, n. 335, 2001,  pp. 7-54.
3. 1 2 3   Coenraad Jacob Temminck, Nouveau recueil de planches coloriées d'oiseaux, vol. 5, 1838.
4. 1 2   L.W. van den Hoek Ostende, R. W. R. J. Dekker e G. O. Keijl, Type-specimens of birds in the National Museum of Natural History, Leiden. Part 1. Non-Passerines, in NNM Tech. Bull., vol. 1, 1997.
5. ↑  Il nome completo della rivista è Zoologische verhandelingen/uitgegeven door het Rijksmuseum van Natuurlijke Historie te Leiden.
6. 1 2 3   R. W. R. J. Dekker, E. C. Dickinson e Hiroyuki Morioka, Systematic notes on Asian birds. 18. Some nomenclatural issues relating to Japanese taxa described in the Planches Coloriées (1820-1839) and Fauna Japonica, Aves (1844-1850), in Zool. Verh. Leiden, vol. 335, 2001,  pp. 99-214. URL consultato il 21 marzo 2023 (archiviato dall'url originale il 4 marzo 2016).
7. 1 2   F. Gill, D. Donsker e P. Rasmussen (a cura di), Ibis, spoonbills, herons, hamerkop, shoebill, pelicans, su IOC World Bird List (v10.1). URL consultato il 24 febbraio 2020.
8. ↑   Ludwig Reichenbach, Avium systema naturale, XIV, 1850.
9. ↑   A. A. David e M. E. Oustalet, Les Oiseaux de la Chine. Atlas, 1877,  pp. 240, 242.
10. ↑   Yasuda Ken, On a Description about Color Change on Plumage of Japanese Crested Ibis Nipponia nippon Observed by M. Berezovsky, 1884-'85, in Journal of the Yamashina Institute for Ornithology, vol. 16, n. 2-3, 1984, DOI:10.3312/jyio1952.16.174.
11. ↑   James A. Jobling, Helm Dictionary of Scientific Bird Names, Christopher Helm Publishers Ltd, 2009,  p. 271, ISBN 1408125013.
12. 1 2 3 4 5 6 7 8 9 10   John C. Wingfield, Susumu Ishii, Motoshi Kikuchi, Shuichi Wakabayashi, Hidetsuga Sakai, Nobuyuki Yamaguchi, Masaru Wada e Kouki Chikatsuji, Biology of a critically endangered species, the Toki (Japanese Crested Ibis) Nipponia nippon, in Ibis, vol. 142, n. 1, 2000,  pp. 1-11, DOI:10.1111/j.1474-919X.2000.tb07677.x.
13. 1 2 3 4   Liu et al., Chromosomal identification of sex and karyotype analysis in Nipponia nippon, in Journal of Beijing Normal University (Natural Science), aprile 1992. URL consultato il 21 marzo 2023 (archiviato dall'url originale il 23 febbraio 2023).
14. 1 2   N. Takagi e M. Sasaki, A Phylogenetic Study of Bird Karyotypes, in Chromosoma, vol. 46, Springer, 1974,  pp. 91-120.
15. 1 2 3 4 5 6 7 8 9 10   Asian Crested Ibis Nipponia nippon, su BirdLife International. URL consultato il 23 agosto 2014.
16. ↑   X.-L. He, C.-Q. Ding e J.-L. Han, Lack of Structural Variation but Extensive Length Polymorphisms and Heteroplasmic Length Variations in the Mitochondrial DNA Control Region of Highly Inbred Crested Ibis, Nipponia nippon, vol. 8, n. 6, PLOS ONE, 2013.
17. 1 2 3   Bei Zhang, Sheng-Guo Fang e Yong-Mei Xi, Low genetic diversity in the Endangered Crested Ibis Nipponia nippon and implications for conservation, vol. 14, n. 4, Bird Conservation International, 2004.
18. 1 2 3 4 5 6 7 8 9 10 11 12 13 14 15 16 17 18 19 20   Hisashi Nagata, Crested Ibis. Toki (Jpn). Nipponia nippon (PDF), in Bird Research News, vol. 8, n. 1.
19. 1 2 3 4 5 6 7 8   E. Matheu, J. del Hoyo, G. M. Kirwan e E. F. J. Garcia, Asian Crested Ibis (Nipponia nippon), su Handbook of the Birds of the World Alive, 2014. URL consultato il 2 aprile 2015 (archiviato dall'url originale il 2 maggio 2015).
20. 1 2 3   Ernst Hartert, Die Vögel der paläarktischen Fauna systematische Übersicht der in Europa, Nord-Asien und der Mittelmeerregion vorkommenden Vögel, vol. 2, 1912-1921.
21. 1 2 3 4 5 6 7 8 9 10 11 12 13 14 15 16 17 18 19 20 21 22 23   James A. Hancock e James A. Kushan, Storks, Ibises and Spoonbills of the World, Princeton University Press, 1992,  pp. 249-251, 299, ISBN 9780123227300.
22. ↑   Arthur de Carle Sowerby, Fur and feather in North China, Tientsin Press, 1914,  p. 146.
23. 1 2   C. W. Campbell, XVI.—A List of Birds collected in Corea, in Ibis, vol. 6, n. 4, 1892,  p. 244.
24. 1 2 3 4 5 6 7 8   Yu Xiao-ping, Chang Xiu-Yun, Li Xia, Chen Wen-Gui e Shi Liang, Return of the Crested Ibis Nipponia nippon: a reintroduction programme in Shaanxi province, China (PDF), in BirdingASIA, vol. 11, 2009,  pp. 80-82.
25. 1 2 3 4 5 6 7 8 9 10 11 12 13 14 15 16 17 18 19 20 21 22 23 24 25 26 27 28   Threatened birds of Asia: the BirdLife International Red Data Book (PDF), BirdLife International, 2001, ISBN 0946888442. URL consultato il 21 marzo 2023 (archiviato dall'url originale il 4 marzo 2016).
26. 1 2 3 4 5   Guiming Wang e Xinhai Li, Population Dynamics and Recovery of Endangered Crested Ibis (Nipponia nippon) in Central China, in Waterbirds: The International Journal of Waterbird Biology, vol. 31, n. 3, 2008.
27. 1 2 3   Takayuki Takuno, Avian conservation specialist tries to protect crested ibis in China, su The Asahi Shimbum, 9 ottobre 2013. URL consultato il 26 aprile 2014 (archiviato dall'url originale il 4 marzo 2016).
28. ↑   Li et al, A preliminary evaluation of the habitat quality of the Crested ibis (Nipponia nippon), in Chinese Biodiversity, vol. 7, n. 3, 1999,  pp. 161-169.
29. 1 2 3 4 5 6   Hinhai Li e Dianmo Li, Current state and the future of the crested ibis (Nipponia nippon): A case study by population viability analysis, in Ecological Research, vol. 13, n. 3, 1998.
30. 1 2   Dai Wan, Xueqin Lin, Jianhui Yu e Yuefang Si, Adjustment of Payments for Ecological Benefits in Traditional Agricultural Areas: Case Study on SADO Island, Japan (PDF), in Journal of Resources and Ecology, vol. 3, n. 1, 2012,  pp. 1-7. URL consultato il 21 marzo 2023 (archiviato dall'url originale il 4 marzo 2016).
31. 1 2 3 4   Zhai et al., Nest building, egg laying, hatching, and breeding of crested ibis (Nipponia nippon) (PDF), in Acta Zoologica Sinica, vol. 47, n. 5, 2001. URL consultato il 21 marzo 2023 (archiviato dall'url originale il 16 ottobre 2014).
32. 1 2 3 4 5   Xiaoping Yy, Xia Li e Zhiping Huo, Breeding ecology and success of a reintroduced population of the endangered Crested Ibis Nipponia nippon, in Bird Conservation International, 2014,  pp. 1-13.
33. 1 2 3 4 5 6 7   Xiaoping Yu, Naifa Liu, Yongmei Xi e Baozhong Lu, Reproductive success of the Crested Ibis Nipponia nippon, in Bird Conservation International, vol. 16, n. 4, 2006.
34. 1 2 3 4 5 6   Yongmei Xi, Baozhong Lu e Noboru Fujihara, Captive Rearing and Breeding of the Crested Ibis, Nipponia nippon, in The Journal of Poultry Science, vol. 38, n. 3, 2001,  pp. 213-224.
35. 1 2   Koen Brouwer, Herbert Schifter e Marvin L. Jones, Longevity and breeding records of ibises and spoonbills Threskiornithidae: in captivity, in International Zoo Yearbook, vol. 33, n. 1, 1994,  pp. 94-102, DOI:10.1111/j.1748-1090.1994.tb03561.x.
36. 1 2 3 4   Kyodo Jiji, Crested ibis chicks hatched in wild, su The Japan Time, 24 aprile 2012. URL consultato il 21 marzo 2023 (archiviato dall'url originale il 28 ottobre 2014).
37. 1 2   Takayui Kakuno, China prepares first release of offspring of Japan-born crested ibises, su The Asahi Shimbum, 9 ottobre 2013. URL consultato il 7 ottobre 2014 (archiviato dall'url originale il 13 ottobre 2013).
38. 1 2 3 4 5   Li Fulai, Liu Bin, Shi Seming, Wang Jengrong e Liu Lingyun, First Captive Breeding of the Oriental Crested Ibis (Nipponia nippon), in Colonial Waterbirds, vol. 18, n. 1, 1995,  pp. 23-29.
39. ↑   Appendices, su CITES. URL consultato il 2 aprile 2015.
40. 1 2   Li Xinhai, Li Dianmo, Lu Baozhong e Zhai Tianqing, Population viability analysis for the Crested Ibis (Nipponia nippon), in Chinese Biodiversity, vol. 4, n. 2, 1996,  pp. 69-77.
41. ↑   Crested ibises gifted by China save species from extinction in Japan, su Xinhua, 3 ottobre 2022.
42. ↑   Return of "Oriental gem" the jewel in China's conservation crown, su Xinhua, 21 maggio 2021.
43. ↑   Stamps showing Crested Ibis Nipponia nippon, su birdtheme.org. URL consultato il 7 ottobre 2014.